# Бернард Болцано
Бернард Болцано (чеш. Bernard Bolzano), рођен као Бернардус Плацидус Јохан Непомук Гонцал Блоцано (чеш. Bernardus Placidus Johann Nepomuk Gonzal Bolzano; Праг, 5. октобар 1781 — Праг, 18. децембар 1848) је био чешки математичар италијанског порекла, свештеник прогањан од стране језуита.
Писао је на немачком, свом матерњем језику. Радови су му већином постали истакнути тек након његове смрти, а штампани су тек после Првог светског рата. Пре многих истакнутих математичара дошао је до значајних резултата у математичкој анализи. Његова најпознатија дела су О функцијама и Парадокси бесконачног.

## Породица
Болцано је био син два побожна Католика. Његов отац, Бернард Помпеијус Болцано, био је Италијан који се преселио у Праг, где се оженио Маријом Сесилијом Мојрер. Марија Сесилија Мојрер долазила је из прашке породице која је причала немачки језик. Само двоје од њихове дванаестеро деце доживело је одрасло доба.

## Каријера
Болцано је Универзитет у Прагу уписао 1796. године где је студирао математику, филозофију и физику. Од 1800. године почиње да студира теологију, а католички свештеник постао је 1804. године. Именован је за новог председника катедре за филозофију религије Прашког универзитета 1805. године. Показао се као популаран предавач не само религије него и филозофије, а изабран је за декана Филозофског факултета 1818. године.
Болцано је удаљио од себе многе црквене и вође на факултету својим учењем о друштвеном расипању милитаризма и непотребности рата. Он је позвао на потпуну реформу образовних, социјалних и економских система који би усмерили интересе нације ка миру, а не на оружани сукоб између нација. Након што је одбио да се одрекне својих уверења, Болзано је 1819. отпуштен са универзитета.
Његова политичка уверења, која је он био склон да дели са другима са одређеном учесталошћу, на крају су се показала као превише либерална за аустријске власти. Изгнан је на село и потом је посветио своју енергију својим списима о друштвеним, религијским, филозофским и математичким питањима.
Иако је његово изгнанство подразумевало забрањивање објављивања у мејнстрим часописима, Болцано је наставио да развија своје идеје и објављује их или самостално или у непознатим источноевропским часописима. Вратио се у Праг 1842. године, где је и умро 1848. године.

## Математички рад
Болцано је направио неколико оригиналних доприноса математии. Његов општи филозофски став био је да је, супротно већини преовладајуће математике тог доба, боље не уводити интуитивне идеје као што су време и кретање у математику. У том смислу, он је био један од првих математичара који су почели да уводе ригорозност у математичку анализу са своја три главна математичка рада Beyträge zu einer begründeteren Darstellung der Mathematik („Прилози за поткрепљени приказ математике”, 1810), Der binomische Lehrsatz („Биномна теорема”, 1816) и Rein analytischer Beweis („Потпун аналитички доказ”, 1817). Ови радови су представили „...пример новог начина развоја анализе”, чији крајњи циљ не би био остварен до неких педесет година касније када су привукли пажњу Карла Вајерштраса.
На темељима математичке анализе он је допринио увођењу потпуно ригорозне ε–δ дефиниције математичког лимита. Болзано је први препознао највеће својство доњих граница реалних бројева. Попут неколико других његових савременика, био је скептичан о могућности инфинитезимала Готфрида Лајбница, који су били најранија претпостављена основа за диференцијални рачун. Болцанов појам лимита био је сличан модерном: да лимит, уместо да буде релација између инфинитезимала, мора бити промењен у термине како зависна променљива прилази коначној количини као што независна променљива приступа некој другој коначној количини.
Болзано је такође дао први чисто аналитички доказ основне теореме алгебре, коју је Гаус првобитно доказао из геометријских разматрања. Он је такође дао први чисто аналитички доказ теореме о средњој вредности (такође познат као Болцанова теорема). Данас се углавном памти по Болцано-Вајерштрасовој теореми, коју је Карл Вајерштрас развио самостално и објавио годинама након првог Болцановог доказа, а који се у почетку називао Вајерштрасова теорема све док Болцанов ранији рад није поново откривен.

## Филозофски рад
Болцановом постхумно објављеном раду Paradoxien des Unendlichen („Парадокси бесконачног”, 1851) дивили су се многи еминентни логичари који су дошли после њега, укључујући Чарлса Сандерса Перса, Георга Кантора и Ричарда Дедекинда. Болцаново најславније дело ипак је било Wissenschaftslehre (Теорија науке) објављено 1837. године, рад у четири тома који покрива не само филозофију науке у модерном смислу, већ и логику, епистемологију и научну педагогију. Логичка теорија коју је Болцано развио у овом раду је постала призната као револуционарна. Остала дела су четворотомно Lehrbuch der Religionswissenschaft („Уџбеник науке религије”) и метафизички рад Athanasia, одбрана бесмртности душе. Болцано је такође имао вредне радове везане за математику, који су практично остали непознати док Ото Столц није поново открио многе његове изгубљене чланке и поново их објавио 1881. године.

### Wissenschaftslehre(Теорија науке)
У свом делу из 1837. године Wissenschaftslehre, Болцано је покушао да обезбеди логичке темеље за све науке, градећи на апстракцијама парцијалне односе, апстрактне објекте, атрибуте, реченичне облике, идеје и пропозиције у њима, суме и скупове, колекције, супстанце, адхеренце, субјективне идеје, процене и појаве казне. Ови покушаји су у суштини били продужетак његових ранијих мисли у филозофији математике, на пример његово дело Beiträge из 1810. године, где је нагласио разлику између објективног односа између логичких импликација и нашег субјективног препознавања ових веза. За Болцана, није било довољно само да имамо потврду природних или математичких истина, већ је то била исправна улога науке (и чисте и примењене) да траже оправдање у смислу основних истина које могу или не морају да се појаве очигнедно нашим интуицијама.

#### Увод уWissenschaftslehre
Болцано почиње свој рад објашњавајући шта мисли под теоријом науке и однос између нашег знања, истина и науке. Људско знање, каже он, састоји се од свих истина (или истинитих тврдњи) које људи знају или су знали. Ово је. међутим, само мали део свих истина које постоје, иако је још увек превише за разумевање људског бића. Стога је наше знање подељено на приступачније делове. Таква збирка истина је оно што Болцано назива науком. Важно је напоменути да нису све истините тврдње науке познате људима; стога, то је начин на који можемо направити открића у науци.
Да бисмо боље разумели и спознали истине науке, створили смо уџбенике, који, наравно, садрже само истините тврдње науке познате људима. Али како знати где поделити наше знање, то јест, које истине припадају заједно? Болцано објашњава да ћемо на крају знати ово кроз неки одраз, али да ће резултирајућа правила о томе како поделити наше знање у науке бити наука сама по себи. Ова наука, која нам говори које истине припадају заједно и коју треба објаснити у уџбенику, је теорија науке.

#### Метафизика
У свом делу Wissenschaftslehre, Болцано се углавном бави трима областима:
(1) Подручје језика, који се састоји од речи и реченица;

(2) Подручје мисли, које се састоји од субјективних идеја и процена и

(3) Подруче логике, које се састоји од објективних идеја (или идеја у њима) и тврдњи у њима.
Болцано посвећује велики део дела Wissenschaftslehre објашњењу ових сфера и њихових односа.
Две разлике играју истакнуту улогу у његовом систему. Прво, разлика између делова и целина. На пример, речи су делови реченица, субјективне идеје су делови процена, објективне идеје су делови самих тврдњи у њима. Друго, сви објекти се деле на оне који постоје, што значи да су они каузално повезани и лоцирани у времену и/или простору, и они који не постоје. Болцанова првобитна тврдња је да је подручје логике насељено објектима ове друге врсте.

#### Satz an Sich(тврдња сама у себи)
Satz an Sich је основни појам у Болцановом Wissenschaftslehre. Уводи се на самом почетку, у одељку 19. Болцано први пут уводи појмове тврдње (изговорене или писане или помишљене или саме у себи) и идеју (изговорену или писану или помишљену или саму у себи). „Трава је зелена” је тврдња (Satz): у овој вези речи, нешто се каже или тврди. „Трава” је, међутим, само идеја (Vorstellung). Нешто је представљено њоме, али се ништа не тврди. Болцаново схватање тврдње је прилично широко: „Правоугаоник је округао” је тврдња — иако је лажна због самоконтрадикције — зато што је састављена на разумљив начин од разумљивих делова.
Болцано не даје потпуну дефиницију Satz an Sich (тј. тврдње саме у себи), али нам даје довољно информација да бисмо разумели шта он под тим мисли. Сама тврдња (i) нема егзистенцију (то јест: нема позицију у времену или простору), (ii) или је истинита или је лажна, независно од било кога ко зна или мисли да је истинита или лажна и (iii) је оно што се „ухвати” кад почнемо да размишљамо. Тако писана реченица („Сократ је мудар”) ухвати у себи тврдњу, стога је тврдња. Писана реченица има егзистенцију (има одређену локацију у одређеном тренутку, рецимо на екрану вашег рачунара у овом тренутку) и изражава тврдњу у себи која је у подручју саме себе (тј. an sich). (Болцанова употреба термина sich увелико се разликује од Кантове)
Свака тврдња сама по себи је састављена од идеја у себи (због једноставности, користићемо тврдњу која значи „тврдња сама у себи” и идеју која се односи на објективну идеју или идеју саму у себи). Идеје су негативно дефинисане као они делови тврдње који сами по себи нису тврдња. Тврдња се састоји од најмање три идеје, а то су: идеја субјекта, идеја предиката и везинк. (Иако постоје тврдње које садрже тврдње, али их тренутно нећемо узимати у обзир)
Болцано идентификује одређене врсте идеја. Постоје једноставне идеје које немају делове (као пример који Болцано користи [шта]), али постоје и сложене идеје које се састоје од других идеја (Болцано користи пример [ништа], која се састоји од идеја [ни], односно варијације негације [не] и [шта]). Сложене идеје могу имати исти садржај (то јест, исте делове) а да не буду исте — јер су њихове компоненте различито повезане. Идеја [Црна оловка са плавим мастилом] се разликује од идеје [Плава оловка са црним мастилом] иако су делови обе идеје исти.

#### Идеје и објекти
Важно је разумети да идеја не мора да има објекат. Болцано користи објект да означи нешто што је представљено идејом. Идеја која има објекат, представља тај објекат. Али идеја која нема објекат не представља ништа. (Овде се не треба збунити терминологијом: идеја која нема објекта је идеја која нема репрезентацију.)
Размотримо, за даље објашњење, пример који користи Болцано. Идеја [округли квадрат] нема објекат, јер је објекат који треба да буде представљен самоконтрадикторан. Други пример је идеја [ништа] која свакако нема предмет. Међутим, тврдња [идеја округлог квадрата има комплексност] има као субјект-идеју [идеју о округлом квадрату]. Ова субјект-идеја има објекат, односно идеју [округли квадрат]. Али, та идеја нема предмет.
Осим идеја без објекта, постоје идеје које имају само један предмет, нпр. идеја [први човек на Месецу] представља само један објекат. Болцано те идеје назива „сингуларним идејама”. Очигледно постоје и идеје које имају много објеката (нпр. [грађани Амстердама]), па чак и бесконачно много објеката (нпр. [прост број]).

#### Осећај и једноставне идеје
Болцано има комплексну теорију о томе како можемо да осетимо ствари. Објашњава осећај помоћу термина интуиција, што се на немачком језику назива Anschauung. Интуиција је једноставна идеја, она има само један објекат (Einzelvorstellung), али је, поред тога, и јединствена (ово је Болцану потребно како би објаснио осећај). Интуиције (Anschauungen) су објективне идеје, припадају подручју sich, што значи да немају егзистенцију. Као што је речено, аргументација Болцана за интуиције је објашњење осећаја.
Оно што се дешава када осећате стварни постојећи објекат, на пример ружу, је ово: различити аспекти руже, као њен мирис и њена боја, изазивају у вама промену. Та промена значи да је пре и после осећања руже ваш ум у другом стању. Осјећај је заправо промјена у вашем менталном стању. Како се то односи на објекте и идеје? Болцано објашњава да је ова промена, у вашем уму, у суштини једноставна идеја (Vorstellung), као „овај мирис” (ове поједине руже). Ова идеја нешто представља; она као објекат има промену. Осим што је једноставна, ова промена мора бити јединствена. То је зато што буквално не можете имати исто искуство два пута, нити могу двоје људи, који миришу исту ружу у исто време, имати потпуно исто искуство тог мириса (иако ће бити сасвим слични). Тако сваки појединачни осећај узрокује једну (нову) јединствену и једноставну идеју са одређеном променом као својим објектом. Ова идеја у вашем уму је субјективна идеја, што значи да је у вама у одређеном тренутку. Има постојање. Али ова субјективна идеја мора да одговара или има као садржај објективну идеју. Ту Болцано доноси интуиције (Anschauungen); оне су једноставне, јединствене и објективне идеје које одговарају нашим субјективним идејама о променама изазваним осећајем. Дакле, за сваки могући осећај постоји одговарајућа објективна идеја. Шематски, цео процес је овакав: кад год помиришете ружу, њен мирис изазива промену у вама. Ова промена је предмет ваше субјективне идеје о том посебном мирису. Та субјективна идеја одговара интуицији.

#### Логика
Према Болцану, све тврдње (комплексне или једноставне) састављене су од три елемента: субјекта, предиката и везника. Уместо традиционалног саставног израза „је”, Болцано преферира „има”. Разлог томе је да „има”, за разлику од „је”, може повезати конкретан појам, као што је „Сократ”, са апстрактним појмом, као што је „ћелавост”. „Сократ има ћелавост” је, према Болцану, боље од „Сократ је ћелав” јер је други облик мање базичан: реч „ћелав” сама по себи је састављена оде елемената „нешто”, „што”, „има” и „ћелавост”. Болцано такође смањује егзистенцијалне тврдње на овај облик: „Сократ постоји” би једноставно постало „Сократ има постојање (Dasein)”.
Главну улогу у логичкој теорији Болцана има појам варијација: различити логички односи се дефинишу у смислу промена у вредности истине које настају када се њихови нелогички делови замене другим. Логичке аналитичке тврдње, на пример, су оне у којима се сви нелогички делови могу заменити без промене вредности истине. Две тврдње су „компатибилне” (verträglich) у односу на један од њихових саставних делова x ако постоји барем један термин који се може уметнути и који би учинили оба истинитим. Тврдња Q је „изводљива” (ableitbar) из тврдње P, у односу на неки од њихових нелогичких делова, ако било која замена тих делова чини да је P истинито, а такође чини и да је Q истинито. Ако је тврдња изводљива из друге у односу на њене све нелогичке делове, онда се каже да је „логички изводљива”. Поред односа изводљивости, Болцано има и строжу везу „последичности” (Abfolge). Ово је асиметричан однос који се добија између истинитих тврдњи, када је једна од тврдњи не само изводљива, већ и објашњена другом.

#### Истина
Болцано разликује пет значења која речи истина и истинитост могу имати у обичној употреби, а он их све сматра непроблематичним. Значења су наведена у редоследу исправности:
I Апстрактно објективно значење: Истина означава својство које се може применити на тврдњу, пре свега на саму тврдњу, односно на својство на основу којег тврдња изражава нешто што је у стварности онако како је изражено. Антоними: неистина, нетачност, лаж.
II Конкретно објективно значење: Истина означава тврдњу која има својство истине у апстрактном објективном значењу. Антоним: неистина.
III Субјективно значење: Истина означава исправан суд. Антоним: грешка.
IV Колективно значење: Истина означава тело или вишеструкост истинитих ставова или судова (нпр. Библијска истина).
V Неисправно значење: Истина означава да је неки предмет у стварности оно што нека деноминација каже да јесте (нпр. прави Бог). Антоними: лажни, нестварни, илузорни.
Болцанов примарни интерес био је са конкретним објективним значењем: са конкретним објективним истинама или истинама у њима. Све истине су саме по себи нека врста тврдњи. Оне не постоје, тј. нису просторно-временски лоциране као што су мисли и говорне тврдње. Међутим, одређене тврдње имају својство истине у себи. Бити мисаона тврдња није само део појма истине у себи, без обзира на чињеницу да, с обзиром на Божије свезнање, све истине у себи су такође мисли истине. Појмови „истина у себи” и „мисли истине” су међусобно заменљиви, јер се односе на исте објекте, али нису идентични.
Болцано као исправну дефиницију (апстрактни циљ) нуди истину: тврдња је истинита ако изражава нешто што се односи на њен предмет. Исправна дефиниција (конкретног циља) истине према томе мора бити: истина је тврдња која изражава нешто што се односи на њен предмет. Ова дефиниција се односи на саме истине, а не на мисли или познате истине, јер ниједан од појмова који се налазе у овој дефиницији нису подређени концепту нечега менталног или познатог.
Болцано у одељцима 31–32 дела Wissenschaftslehre доказује три ствари:
А Постоји барем једна истина сама у себи (конкретно објективно значење):
1. Нема истинитих тврдњи (претпоставка)
2. 1. је тврдња (очигледна)
3. 1. је истина (претпоставка) и лаж(због 1.)
4. 1. је само себи контрадикторно (због 3.)
5. 1. је лаж (због 4.)
6. Постоји барем једна права тврдња (због 1. и 5.)
Б Постоји више од једне истине саме у себи:
7. Постоји само једна истина у себи, стога Б је А (претпоставка)
8. А је Б је само по есби истина (због 7.)
9. Нема других истина у њима осим да А је Б (због 7.)
10. 9. је истинита тврдња/истина сама по себи (због 7.)
11. Постоје две истине у њима (због 8. и 10.)
12. Постоји више од једне истине саме у себи (због 11.)
В Постоји бесконачно много истина у њима самима:
13. Постоји само n истина у њима самима, стога А је Б... Џ је Ш (претпоставка)
14. А је Б... Џ је Ш су n истина у њима самима (због 13.)
15. Нема других истина осим да А је Б... Џ је Ш (због 13.)
16. 15. је истинита тврдња/истина сама по себи (због 13.)
17. Постоји n+1 истина у њима (због 14. и 16.)
18. Кораци 1. до 5. могу се поновити за n+1 пута, што резултира n+2 истине и тако без краја (јер је n променљива)
19. Постоји бесконачно много истина у њима самима (због 18.)

#### Процене и спознаје
Позната истина као своје делове (Bestandteile) садржи истину у самој себи и процену. Процена је мисао која наводи на праву тврдњу. У процењивању (барем када је ствар процене истинита тврдња), идеја објекта се на одређени начин повезује са идејом карактеристике. У истинитим проценама, однос између идеје објекта и идеје карактеристике је стваран/постојећи однос.
Свака процена по својој природи има тврдњу, која је или истинита или лажна. Свака процена постоји, али не für sich (сама за себе). Процене, наиме, за разлику од самих тврдњи, зависе од субјективне менталне активности. Међутим, свака ментална активност не мора имати процену; сетите се да све процене по својој природи имају тврдњу и стога све пресуде морају бити истините или лажне. Само презентације или мисли су примери менталних активности које не морају нужно бити наведене (behaupten), па тако и нису процене.
Процене које имају по својој природи тврдњу могу се назвати спознајама. Спознаје такође зависе од субјекта, и тако, супротно истинама у себи, спознаје дозвољавају степене; тврдња може бити мање или више позната, али не може бити мање или више истинита. Свака спознаја нужно имплицира процену, али свака процена није нужно спознаја, јер постоје и процене које нису истините. Болцано тврди да не постоје ствари ако што су лажне спознаје, само лажне процене.

## Филозофско наслеђе
Болцано је постао окружен кругом пријатеља и ученика који су ширили његова размишљања (такозвани Болцанов круг), али је ефекат његове мисли на филозофију испрва изгледао предодређен да буде ниподаштавајућ.
Његов рад су, међутим, поново открили Едмунд Хусерл и Казимир Твардовски, обојица ученици Франца Брентана. Кроз њих је Болцано постао формативни утицај и на феноменологију и на аналитичку филозофију.

## Дела
- Gesamtausgabe
- Wissenschaftslehre
- Bernard Bolzano's Grundlegung der Logik. Ausgewählte Paragraphen aus der Wissenschaftslehre
- Болцано, Бернард (1810), Beyträge zu einer begründeteren Darstellung der Mathematik. Erste Lieferung и The Mathematical Works of Bernard Bolzano, 2004
- Болцано, Бернард (1817), Rein analytischer Beweis des Lehrsatzes, dass zwischen je zwey Werthen, die ein entgegengesetzes Resultat gewähren, wenigstens eine reele Wurzel der Gleichung liege
- Франц Прихонски (1850), Der Neue Anti-Kant
- Болцано, Бернард (1851), Paradoxien des Unendlichen

### Преводи и компилације
- Bolzano, Bernard (1972). Theory of Science. Wiley-Blackwell. ISBN 9780631139607.
- Theory of Science (1973)
- Theory of Science (2014)
- The Mathematical Works of Bernard Bolzano (2004)
- On the Mathematical Method and Correspondence with Exner (2004)
- Selected Writings on Ethics and Politics (2007)
- Франц Прихонски, The New Anti-Kant (2014)